# La peluquería de don Mateo
La peluquería de Don Mateo es un sketch de la televisión argentina que se ha emitido, con interrupciones, durante más de cincuenta años. Durante algunos períodos se emitió como un segmento dentro de otros programas  ―como La noche del domingo y Operación Ja-Já― y en otros como un programa independiente.

## Historia

### Programa original
En 1964, el actor cómico Fidel Pintos (1905-1974) interpretaba al peluquero Fidel en el programa cómico Operación Ja-Já (creado por el empresario Gerardo Sofovich, 1937-2015). Tras la muerte de Fidel Pintos, en 1980, Sofovich repuso el segmento de la peluquería en el mismo programa Operación Ja-Já con Jorge Porcel como el peluquero yugoslavo Don Mateo Popovic, y con Rolo Puente como el cliente que iba a afeitarse, pasando a llamarse La Peluquería de Don Mateo. El nombre del personaje y su nacionalidad estaban inspirados en Mateo Bozicovich, peluquero de los actores de Canal 7.

### Décadas de 1980 y 1990
En 1987 se estrenó en Canal 13 El Contra y el hijo de Don Mateo ―donde compartía programa con el sketch «El Contra» de Juan Carlos Calabró―, con Emilio Disi como peluquero y Rolo Puente como cliente.
Entre 1996 y 1997 se emitió El Nieto de Don Mateo, la Peluquería, con Miguel Ángel Rodríguez y Puente, por Telefé. Entre 1999 y 2000 el programa regresó pero con Berugo Carámbula en el lugar de Puente.

### Décadas del 2000 y 2010
En 2003 se estrenó La peluquería de los Mateos, con Pablo Granados, Pachu Peña, Florencia de la V, Rolo Puente y elenco, por Canal 9. Al año siguiente por el mismo canal se emitió La peluquería. 40 años, con Toti Ciliberto, Gino Renni, René Bertrand, Rolo Puente y Celina Rucci.
En 2005 el programa pasó a América TV bajo el nombre de La peluquería y la participación de Carlos Sánchez y Berugo Carámbula.

### Década de 2010
En 2013 La peluquería, con Toti Ciliberto y René Bertrand, se transmitió por el canal Magazine.
El 10 de junio de 2016 se estrenó La peluquería de Don Mateo por la pantalla de Telefe. Estuvo protagonizado por Marley, Florencia Peña y Jey Mammón, acompañados por Karina Jelinek, Alejandro Muller, Chang Sung Kim y Luisa Drosdek. También contó con las participaciones recurrentes de la modelo Jesica Cirio y los actores Matías Alé y Rodrigo Noya. Retrata las historia de el cliente (Marley), quien asiste con frecuencia a la peluquería de Don Mateo (Jey Mammón), con quien entabla una relación amistosa y también con la manicurista del lugar, llamada Flor de Alelí (Florencia Peña); juntos viven distintas situaciones y comparten estas vivencias con otras personas que se cruzan en su camino. El 25 de agosto de 2016, Telefe informó la cancelación del programa debido a que no había cumplido con las expectativas de audiencia.
La adaptación de 2019 formó parte de otro programa clásico de la TV argentina, Polémica en el Bar. Se emitía dentro de ese programa los martes y jueves pasadas las 21:00 horas, en el último bloque.

## Elenco

### Elenco original
| Papel               | Actor                 | Nota                                            |
| ------------------- | --------------------- | ----------------------------------------------- |
| El cliente          | Rolo Puente           |                                                 |
| Don Mateo           | Jorge Porcel          |                                                 |
| La madre            | María Rosa Fugazot    |                                                 |
| La nena             | Adriana Brodsky       |                                                 |
| Alelí               | Carmen Morales        | Manicura                                        |
|                     | Luisa Albinoni        |                                                 |
| Jardinera           | Amalia González       | De aquí surgió su apodo Yuyito                  |
| Periodista italiana | Noemí Alan            | Le pedía a Don Mateo «facciamo il reportaggio». |
| Imitador            | Carlos Russo          |                                                 |
| Imitador            | Miguel Ángel Cherutti |                                                 |

### Versión 2003
| Papel       | Actor |
| ----------- | --- |
| El cliente  | Rolo Puente |
| Los Mateo   | Pablo Granados Pachu Peña |
| Recurrentes | Florencia de la V, René Bertrand, Freddy Villarreal, Iliana Calabró, Mariano Iúdica, Pamela David, Silvina Luna, Rocío Marengo, Gabriel Almirón, Natalia Fassi y Eliana Guercio |

### Versión 2016
| Papel               | Actor |             |
| ------------------- | --- | ----------- |
| El cliente          | Marley | Principales |
| Flor de Alelí       | Florencia Peña | Principales |
| Don Mateo           | Jey Mammón | Principales |
| Licenciada Olga     | Karina Jelinek | Secundarios |
| Tony                | Alejandro Muller | Secundarios |
| Chang               | Chang Sung Kim | Secundarios |
| La nena             | Luly Drozdek | Secundarios |
| La profe de gym     | Jesica Cirio | Recurrentes |
| Matías              | Matías Alé | Recurrentes |
| El hijo del cliente | Rodrigo Noya | Recurrentes |
| Estrellas invitadas | Valeria Lynch, Gerardo Rozín, Verónica Lozano, Soledad Pastorutti, Donato de Santis, Christophe Krywonis, Narda Lepes, Nazareno Casero, Jorgelina Aruzzi, Eleonora Cassano, Guilherme Winter, Sérgio Marone, Patricia Sosa, Marcelo Iripino, Ivana Nadal, Pocho La Pantera, Belén Francese, Rodrigo Cascón, Los Nocheros, Georgina Barbarossa, Hernán Drago, Aníbal Pachano, Roly Serrano, Barbie Vélez, Leandro "Chino" Leunis, Noelia Marzol, Rubén Rada, Ale Sergi, Juliana Gattas, Rocío Marengo, Victoria Xipolitakis y Carola Reyna |             |

### Versión 2019
| Papel      | Actor          |             |
| ---------- | -------------- | ----------- |
| El cliente | Mariano Iúdica | Principales |
| Don Mateo  | Coco Sily      | Principales |

## Emisoras
- América TV (2005, 2019)
- Telefe (1996-1997, 2000, 2016)
- Canal 9 (2003-2004)
- Canal 13 (1987)

## Índices de audiencia (2016)
– Índice más alto del ciclo
     – Índice más bajo del ciclo
| Programa | Día de emisión          | Estatus | Superó a la competencia           | Audiencia (IBOPE) |
| -------- | ----------------------- | ------- | --------------------------------- | ----------------- |
| 1        | 10 de junio de 2016     |         | Sí (a Los ricos no piden permiso) | 12.3              |
| 2        | 17 de junio de 2016     | ↓ Bajó  | No (a Los ricos no piden permiso) | 9.8               |
| 3        | 24 de junio de 2016     | ↑ Subió | No (a Los ricos no piden permiso) | 11.0              |
| 4        | 1 de julio de 2016      | ↓ Bajó  | No (a Los ricos no piden permiso) | 10.1              |
| 5        | 8 de julio de 2016      | ↑ Subió | No (a Los ricos no piden permiso) | 9.6               |
| 6        | 15 de julio de 2016     | ↑ Subió | No (a Los ricos no piden permiso) | 10.5              |
| 7        | 22 de julio de 2016     | ↓ Bajó  | No (a Los ricos no piden permiso) | 10.0              |
| 8        | 29 de julio de 2016     | ↓ Bajó  | No (a Los ricos no piden permiso) | 9.2               |
| 9        | 6 de agosto de 2016     | ↓ Bajó  | No (a La noche de Mirtha)         | 6.1               |
| 10       | 13 de agosto de 2016    | ↓ Bajó  | No (a La noche de Mirtha)         | 4.0               |
| 11       | 20 de agosto de 2016    | ↑ Subió | No (a La noche de Mirtha)         | 5.1               |
| 12       | 27 de agosto de 2016    | ↑ Subió | No (a La noche de Mirtha)         | 6.8               |
| 13       | 3 de septiembre de 2016 | ↓ Bajó  | No (a La noche de Mirtha)         | 6.4               |

## Versión uruguaya
En febrero de 2021, Canal 10 comenzó a emitir su propia versión del programa, con el papel protagónico a cargo de Álvaro Navia y con Alberto Sonsol representando al cliente que iba a afeitarse, sin embargo su papel duró poco tiempo, al sobrevenir su muerte. En su lugar se incorporó Sebastián Almada, y en 2022 tomó su lugar Julio Ríos. Otras figuras que han desfilado por el programa son Luis Orpi y Florencia Infante.